# Bettiah (ciutat)
Bettiah  és una ciutat i municipi de l'Índia, capital del Districte de Champaran Occidental a l'estat de Bihar, a la riba del riu Harha, propera a la frontera amb Nepal a 225 al nord-oest de Patna. El nom deriva de baint (canya) transformat en Betiya i pels britànics en Bettiah. La ciutat té segons el cens de 2001, una població de 116.692 habitants (1881: 21.263 habitants; 1901: 24.696). El monument més destacat és el palau del maharajà de Bettiah, però actualment en mal estat.
El 1740 s'hi va establir una missió catòlica fundada pel pare italià caputxí Josep Mari, expulsat de Tibet i refugiat a Nepal, d'eon fou cridat pel maharajà de Bettiah, Raja Dhruva, per assistir a la seva filla que estava greument malalta, i a la que va aconseguir curar, i en agraïment fou convidat a restar a Bettiah. Fou designada municipalitat el 1869. És també famosa perquè en aquest lloc va començar Mohandas Gandhi el seu moviment Satyagraha el 1917.